# 斑点酸
斑点酸（英語： 或 pilosellic acid，研发代号：LSM-4387）是一种有机化合物，化学式C19H14O9，属于一种缩酚酸环醚，是地衣的次级代谢产物。

## 相关化合物
- 降斑点酸